# Droit de cité
Pour les articles homonymes, voir Droit de cité (homonymie).
 (août 2011).
Le droit de cité ou le droit de bourgeoisie est un terme de droit civil qui définit divers droits civiques dans le monde moderne comme le droit de vote. 
Dans l'Antiquité romaine, le droit de cité ou droit du citoyen (Jus civitatis) appartenait à l'origine, à tous les habitants de Rome et de son territoire.

## Militaire
Le droit de cité est synonyme de clés de la ville dans un contexte militaire.[pas clair][réf. nécessaire]
C'est une vieille tradition par laquelle une ville autorise une unité militaire à défiler dans ses rues au son de ses tambours, drapeaux consacrés déployés et baïonnettes au canon. L'unité peut par la suite exercer son droit de cité lorsque requis.

## Suisse
- En Suisse, la citoyenneté est définie par l'existence d'un droit de cité communal et cantonal : selon la Constitution fédérale, « a la citoyenneté suisse toute personne qui possède un droit de cité communal et le droit de cité du canton[1] ».